# Isaac Cofie
Isaac Cofie (* 5. April 1991 in Accra) ist ein ghanaischer Fußballspieler.

## Karriere
Cofie begann seine Karriere beim CFC Genua, als er bei einem Spiel gegen die AS Bari am 2. Mai 2010 in der 64. Minute für Alberto Zapater eingewechselt wurde. Anschließend wurde er an den FC Turin, Piacenza Calcio und die US Sassuolo ausgeliehen. 2012 wurde er von Chievo Verona gekauft und bestritt 27 Ligaspiele, 2013 wechselte er zurück zu Genua und wurde 2014 wieder an Chievo verliehen. 2015 folgte eine Leihe zum FC Carpi.
Zur Saison 2019/20 wechselte er zum türkischen Erstligisten Sivasspor.

## Erfolge
CFC Genua U19
- Supercoppa-Primavera-Sieger: 2010

Sivasspor
- Türkischer Pokalsieger: 2022